# Жемерикин, Николай Игнатьевич
Николай Игнатьевич Жемерикин (1935—1993) — конструктор ЭВМ, лауреат Государственной премии СССР.
Родился 15.03.1935 в с. Валсы Сосновского района Рязанской области.
Окончил Ленинградский военно-механический институт (1958).
С 1958 г. работал в особом конструкторском отделе ЗЭМЗ, с 1978 начальник НТО, зам. главного инженера.
Участник разработки суперкомпьютера «Эльбрус-1».
Государственная премия 1987 года.
Награждён орденами Трудового Красного Знамени, «Знак Почёта», медалью «За доблестный труд».